# Thelcticopis ketambe
Espèce
Thelcticopis ketambe est une espèce d'araignées aranéomorphes de la famille des Sparassidae.

## Distribution
Cette espèce est endémique de Sumatra en Indonésie. Elle se rencontre vers Ketambe.

## Description
Le mâle holotype mesure 17,0 mm.

## Systématique et taxinomie
Cette espèce a été décrite par Fomichev et Omelko en 2024.

## Étymologie
Son nom d'espèce lui a été donné en référence au lieu de sa découverte, Ketambe.

## Publication originale
- Fomichev & Omelko, 2024 : « A survey of the Sumatran Sparassidae (Araneae). 1. Two new Thelcticopis species. » Zootaxa, no 5537(3), p. 348-356.